# Челио
Чѐлио (на италиански: Cellio; на пиемонтски: Cej, Чей) е село в Северна Италия, община Челио кон Брея, провинция Верчели, регион Пиемонт. Разположено е на 685 m надморска височина.